# 道端カレン
道端 カレン（みちばた カレン、Karen Michibata、1979年6月26日 - ）は、日本の女性ファッションモデル、タレント。本名：道端・リンダ・カレン。福井県出身。

## 略歴
アルゼンチン・ブエノスアイレスで、アルゼンチン人（スペインとイタリアの血を引く）の父と日本人の母親の間に生まれる。生後7か月で福井県へ移住。妹にモデルのジェシカとアンジェリカが、兄に写真家のアニバル・タロウがいる。妹たちとは、テレビやイベントで揃って共演したことが何度かある。
中学3年生の15歳で、世界最大級のモデルエージェンシーエリート・モデル・マネジメントが主催するスーパーモデル発掘を目的としたコンテスト『THE LOOK OF THE YEAR』（後のエリートモデルルック）日本代表オーディションに応募。代表に選出され、夏にスペイン・イビサ島の1994年世界大会に出場。この年の出場者にはブラジル出身のスーパーモデル、ジゼル・ブンチェン（同大会2位）らがいる。
中学卒業後、単身で上京し一人暮らしをしながらモデル活動を本格化させる。当時カレンが所属したモデルエージェンシーの誘いにより当時13歳の妹ジェシカもモデルデビューし、これを機に妹たちも上京。後にアンジェリカもデビューし、道端3姉妹として注目される。
1997年、カネボウのサマーキャンペーンガールに選ばれる。
20代後半の出産を経て、30歳頃から、子育て・スポーツ・美容・食などライフスタイルをテーマとしたトークショーなどへ活動を拡げている。
30代後半からはトライアスロン競技に熱心に取り組み、年齢区分ごとの国内年間ランキングで、2位(2017)、3位(2016)などの成績をあげている。その実体験を踏まえての、スポーツ・健康・美容の価値を伝えるアンバサダーとしての役割も増えている。

## 人物
- 二児の母であり未婚のシングルマザー。2004年に長男、2007年に次男を出産している[14]。
- 子育て中の体形維持のため自宅でNHK テレビ体操を始めて以来、毎日の運動を習慣としている[7]。現在は朝5時前に起床、6時30分からスイミングスクールで週3-4日、1回4000～4500ｍなどを泳いでから仕事に向かう[10][15]。
- アンチエイジングアドバイザー、アスリートフードマイスター、野菜ソムリエ、ベジフルビューティーセルフアドバイザー、ジュエリーコーディネーター資格、等の資格を持つ[16][17]。
- 近年は、自転車・ランニング・トライアスロンといったスポーツを軸に、健康・美容・食などを関連させた活動が多い。
- ツール・ド・東北に初回2013年よりボランティア参加しており[18]、広報大使を務める[11]。
- 第18回 ベストスイマー賞(2017, 一般社団法人日本スイミングクラブ協会)[10]
- 八代目 自転車名人（2019-2020, 特定非営利活動法人自転車活用推進研究会）[12]
- 経済評論家の上念司は友人であり、Twitter上で上念の本を紹介したり[19]、上念とコラボしたYouTubeの動画内で上念の講演会にも行ったことがあると語ったりしている[20][21]。

## 競技
- 初マラソンは32歳の2011年ホノルルマラソン。テレビ番組の企画で出場し、以後ランニングを日課にする。
- 初トライアスロンは2012年ロタ島（米マリアナ諸島）51.5km。以後、年々競技力を高め、2016年頃からは表彰台の常連。
- 女子総合優勝は、 長崎西海トライアスロン2016、 中土佐タッチエコトライアスロン2016[7]、館山わかしおトライアスロン2017、川崎港トライアスロンin東扇島2017など[7]。
- 公式競技団体日本トライアスロン連合による年間ランキングでは、2016年度3位[22]、2017年度2位[23]。（女子35－39歳カテゴリ）
- 2018年、股関節唇の損傷（FAI股関節インピンジメント）により、左右の股関節を手術[15]。
- 2019年にリハビリを終え復帰し、京都丹波トライアスロン大会in南丹2019[24]、太平洋トライアスロンinいわき2019[25]などで女子総合優勝。
- 2022年、ボディービルの「オールジャパンマスターズフィットネス・チャンピオンシップス」に出場し、女子ビキニフィットネス40歳以上45歳未満160センチ超級で4位入賞[26]。2023年には同級で6位入賞[27]。

## 出演

### CM
- 参天製薬 サンテ ボーティエ 「PINK MAGIC」篇[28]
- スポーツ振興くじ toto10億円BIG 「お金持ち入門」5・6篇 西島秀俊 道端カレン 道端アンジェリカ [29]
- 花王 エッセンシャル (シャンプー) フリー＆スムース「速乾」篇 櫻井翔 道端カレン [30]
- ユニクロ AIRism（エアリズム）「エアリズムインナー 夏」篇 道端カレン [31]

### テレビ番組
- easy sports（2009年8月24日 - 8月28日、テレビ朝日）- 三姉妹で出演。
- SMAP×SMAP（2009年9月21日、関西テレビ・フジテレビ）- 三姉妹で出演。
- にじいろジーン（関西テレビ）
- イチハチ（2010年7月14日、毎日放送）
- 踊る!さんま御殿!!（2010年7月27日、日本テレビ）- 三姉妹で出演。
- グータンヌーボ（2010年9月8日、関西テレビ）
- 天才をつくる!ガリレオ脳研（2010年9月25日、テレビ朝日）
- 芸能界! 家族対抗・家宝のレシピ（2010年11月7日、テレビ朝日）
- はねるのトびら（2010年12月8日、フジテレビ）
- 関ジャニ∞のジャニ勉（2011年1月12日、関西テレビ）
- 情報プレゼンター とくダネ!（2011年4月8日 - 9月、フジテレビ）- 金曜コメンテーター
- 密室謎解きバラエティー　脱出ゲームDERO!（2011年2月2日、日本テレビ、）
- GeeBee（2011年4月、テレビ西日本）
- ぐるぐるナインティナイン（2011年5月26日・2011年8月18日・2012年2月9日、日本テレビ）
- ライオンのごきげんよう（2013年2月21日・2013年2月22日・2013年2月25日、フジテレビ）
- ハワイに恋して（トゥエルビ）- シーズンゲスト
- カイモノラボ（2011年4月 - 2019年4月、TBS系）
- 走れ！自転車　つなげ！笑顔　ツール・ド・東北 2018（2018年9月30日、TBS）
- “復興のペダル”を踏んで～ツール・ド・東北 2019（2019年9月29日、TBS）

### アンバサダー
- オリーブアンバサダー (2013-2014)  [32]
- メルセデス・ベンツ トライアスロン アンバサダー  [33]
- ガーミンアンバサダー (2017-)  [34]
- ツール・ド・東北 広報大使(2013-)[35]
- 渋谷・表参道Women's Run　大会アンバサダー[13]
- 未来とサンゴプロジェクト アンバサダー[36]

## 書籍
- 道端カレンのクーガーBODYメソッド レタスクラブムック 60161-52（レタスクラブMOOK）（2010年11月25日、角川SSコミュニケーションズ）ISBN 978-4047310728
- 道端カレンのママモデルビューティ（2012年6月15日、主婦と生活社） ISBN 978-4-391-14013-2
- バスト・ウエスト・ヒップだけ3点集中! 美ラインストレッチ（2013年1月28日、ダイヤモンド社） ISBN 978-4-478-02374-7
- 全身 美ラインストレッチ―――1日5分7日間の骨盤底筋プログラム（2013年12月6日、ダイヤモンド社）
- 道端3姉妹スタイル ALL ABOUT MICHIBATA SISTERS（2014年1月30日、講談社）ISBN 978-4062187855
- 痩せる、くびれる、ヒップがあがる!　ママチャリダイエット（2015年9月16日、講談社）ISBN 978-4062195881
- 月刊 BiCYCLE CLUB「自転車カレンダー」連載（2019年− エイ出版社）